# سیارک ۲۲۲۷۶
سیارک ۲۲۲۷۶ (به انگلیسی: 22276 Belkin، نامگذاری:1982UH9) بیست و دو هزار و دویست و هفتاد و ششمین سیارک کشف شده‌است که در ۲۱ اکتبر ۱۹۸۲ کشف شد.
قدر مطلق سیارک برابر ۱۷.۰ است.